# Prix Mahatma Gandhi pour la réconciliation et la paix
Pour les articles homonymes, voir Gandhi.
Le Prix Mahatma Gandhi pour la réconciliation et la paix est décerné depuis 2003 par la « fondation Gandhi Development Trust », basée à Durban en Afrique du Sud.
Ce prix récompense des personnalités pour leurs actions en faveur de la démocratie, de la justice et de la paix internationale. Il a été créé en mémoire de l'homme politique indien Mohandas Karamchand Gandhi qui a commencé son combat politique en Afrique du Sud.
Il existe trois autres prix Gandhi :
- le Prix international Gandhi pour la paix décerné annuellement par le gouvernement indien et qui ne possède aucun lien avec le précédent
- le Prix Gandhi pour la non-violence (Gandhi-King Award for Non-Violence) décerné par le « Mouvement mondial pour la non-violence » (The World Movement for Nonviolence)
- le Prix Gandhi pour la paix (Gandhi Peace Award) décerné depuis 1960  par l'ONG américaine Promoting Enduring Peace affiliée au mouvement quaker.

## Lauréats
- 2008, Nelson Mandela, premier président noir sud-africain, prix Nobel de la Paix.
- 2009, Aung San Suu Kyi, opposante birmane, prix Nobel de la Paix.